# وسام عمان
وسام عمان هو ثاني أقدم وسام دولة تمنحه سلطنة عمان. يأتي الوسام في نوعه المدني في الرتبة الثانية بعد وسام آل سعيد ويتبوأ الرتبة الأولى في نوعه العسكري.

## نبذة عن الوسام
أسس سلطان عمان قابوس بن سعيد وسام عمان في 23 يوليو 1970 في نوعين، عسكري ومدني، للاحتفال بذكرى استرجاع السيادة الكاملة من الحماية البريطانية. في عام 1976، جرى تعديل النظام الأساسي للوسام. في عام 1982، أضيفت درجة عليا لمكافأة الأشخاص الذين قدموا خدمات خاصة للدولة والسلطان.
صدر في 24 يناير 2011 مرسوم سلطاني رقم 7 / 2011 في الجريدة الرسمية عدد 928 (٩٢٨) في 1 فبراير 2011 المتعلق بإصدار قانون الأوسمة المدنية والعسكرية، الذي تقرر فيه تحديد الجهات المختصة وترتيب الأوسمة وأحوال منحها وإجراءات منح الأوسمة وقواعد حملها والتجريد منها. يمنح وسام عمان بدرجاته الخمس ونوعيه بأمر من جلالة السلطان ويختص ديوان البلاط السلطاني في النظر في ترشيحات الأوسمة المدنية ورفع التوصيات بشأنها إلى جلالة السلطان، فيما يختص المكتب السلطاني بالأوسمة العسكرية. يجرد بموجب المرسوم «كل من يصدر ضده حكم نهائي بعقوبة في جريمة مخلة بالشرف أو الأمانة. ولجلالة السلطان في الأحوال التي يقدرها الاستثناء من حكم هذه المادة.»

## درجات الوسام
لوسام عمان في كلا نوعيه، المدني والعسكري، خمس درجات:
- الدرجة الأولى - يضم الوسام ثلاث نجمات، تعلق الأولى على سلسلة، والثانية على حزام كتف عريض وتوضع الثالثة على الجانب الأيسر من الصدر.
- الدرجة الثانية - يضم الوسام نجمتين، توضع الأولى على حزام كتف عريض والثانية على الجانب الأيسر من الصدر.
- الدرجة الثالثة - يضم الوسام نجمتين، توضع الأولى على حزام الكتف والثانية على الجانب الأيسر من الصدر.
- الدرجة الرابعة - يضم الوسام نجمتين، توضع الأولى على شريط العنق والثانية على الجانب الأيسر من الصدر.
- الدرجة الخامسة - يضم الوسام نجمة واحدة توضع على شريط العنق.

## وصف الوسام

### الدرجة الأولى
نجمة الوسام عبارة عن نجمة سداسية بأشعة زنبقية الشكل مرصعة بالماس ومطعمة بالمينا البيضاء للوسام المدني والمينا الحمراء للوسام العسكري. تضم نجمة الوسام المدني بين أشعتها شكل الهلال، بينما تضم نجمة الوسام العسكري بين أشعتها شعار سلطنة عمان. يتوسط نجمة الوسام دائرة بإطار من المينا الخضراء محفور في أعلاها باللون الذهبي «في ٢۰ جمادى الأولى سنة ۱۳۹۰» وفي أسفلها «إنشاء السلطان قابوس بن سعيد». في قلب النجمة تتربع دائرة فضية محفور عليها باللون الذهبي «وسام عمان» وحولها دائرة مطعمة بالمينا الحمراء ذات إطار ذهبي. يتم إرفاق النجمة برابط انتقالي في شكل ورقة غار مربوط بسلسلة الوسام أو بشريطه. تتكون السلسلة من 26 حلقة، بوزن 303 غرام، من الذهب الأبيض عيار 18 قيراط والمينا البيضاء.

في نجمة الوسام التي تعلق على حزام الكتف، يتربع شعار سلطنة عمان باللون الذهبي في دائرة مطعمة بالمينا السوداء ذات إطار ذهبي ومحاطة بدائرة مطعمة بالمينا الحمراء ذات إطار ذهبي بالنسبة لوسام العسكري، أما في نجمة الوسام المدني فيتربع هلال ذهبي في دائرة مطعمة بالمينا الخضراء ذات إطار ذهبي ومحاطة بدائرة مطعمة بالمينا الحمراء ذات إطار ذهبي.

نجمة الوسام المدني على سلسلة
نجمة الوسام المدنينجمة الوسام المدني

### الدرجة الثانية
نجمة الوسام عبارة عن نجمة سداسية بأشعة زنبقية الشكل مطعمة بالمينا البيضاء. يوجد في وسط النجمة رصيعة بيضاوية محاطة بالمينا الحمراء وذات إطار ذهبي وحولها دائرة مطعمة بالمينا الخضراء. في الوسام المدنية، تضم رضيعة النجمة هلالا فضيا موجها إلى أعلى، أما في الوسام العسكري فتضم رضيعة النجمة شعار سلطنة عمان الفضي. النجمة متصلة برابط انتقالي على شكل ورقة الغار.

### الدرجات الأخرى
نجمة الوسام عبارة عن نجمة سداسية بأشعة زنبقية الشكل مطعمة بالمينا البيضاء وكرات في حافتها. يوجد في وسط النجمة رصيعة بيضاوية من المينا الحمراء في داخلها مساحة مطعمة بالمينا الخضراء. في الوسام المدني، يوجد داخل الرصيعة هلال فضي موجه إلى أعلى، أما في الوسام العسكري - فتضم رضيعة النجمة شعار سلطنة عمان. النجمة متصلة برابط انتقالي على شكل ورقة الغار.

نجم النظام المدني
نجمة النظام العسكري

شريط الوسام:
- الدرجة الأولى - من اللون الأحمر ويضم خطوطا خضراء على طول الحواف.
- الوسام المدني - من اللون الأحمر مع خطوط خضراء (يتم تحديد عدد الخطوط حسب الدرجة)
- الوسام العسكري - من اللون الأزرق مع خطوط حمراء (يتم تحديد عدد الخطوط حسب الدرجة)

بالإضافة إلى النجمة والشريط، يشتمل الوسام على منمنمات وشارة:
|                       | الدرجة الأولى | الدرجة الثانية | الدرجة الثالثة | الدرجة الرابعة | الدرجة الخامسة |
| --------------------- | ------------- | -------------- | -------------- | -------------- | -------------- |
| منمنمة الوسام المدني  |               |                |                |                |                |
| منمنمة الوسام العسكري |               |                |                |                |                |

## الحائزون على الوسام
- محمد بن زايد آل نهيان - وسام عمان المدني
- مشعل الأحمد الجابر الصباح - وسام عمان المدني من الدرجة الأولى.[12][13]
- صباح الأحمد الجابر الصباح - وسام عمان المدني من الدرجة الأولى.[14]
- حمد بن خليفة آل ثاني - وسام عمان من الدرجة الأولى.[15][16]
- أكيهيتو - وسام عمان من الدرجة الأولى.[بحاجة لمصدر]
- عزلن محب الدين شاه - وسام عمان من الدرجة الأولى.[17]
- الحسن الثاني ملك المغرب - وسام عمان من الدرجة الأولى.
- حسن البلقية - وسام عمان المدني من الدرجة الأولى.
- الملكة اليزابيث الثانية - وسام عمان المدني من الدرجة الأولى.
- عيسى بن سلمان آل خليفة - وسام عمان المدني من الدرجة الأولى.
- جاكايا كيكويت - وسام عمان المدني من الدرجة الأولى.
- خوان كارلوس الأول ملك إسبانيا - وسام عمان العسكري من الدرجة الأولى.
- محمد رضا بهلوي - وسام عمان العسكري من الدرجة الأولى.
- أسعد بن طارق آل سعيد - وسام عمان العسكري من الدرجة الأولى.
- محمد بن سلمان - وسام عمان المدني من الدرجة الأولى.[18][19]
- تميم بن حمد آل ثاني - وسام عمان المدني من الدرجة الأولى.[20]
- تارو كونو - وسام عمان المدني من الدرجة الثانية.[21]

## روابط خارجية
- وسام عمان العسكري
- الجوائز العالمية
- اوسمة ونياشين عمان
- ترتيب أوسمة عمان
- وسام عمان درجة أولى مع وشاح

## طالع
- أنطونيو برييتو باريو - شرائط أوسمة عمان - الصفحة الأولى - الصفحة الثانية - الصفحة الثالثة
- كتاب “الأوسمة والنياشين والميداليات في سلطنتي عُمان وزنجبار”[22]